# Ourique
Ourique là một huyện thuộc tỉnh Beja, Bồ Đào Nha. Huyện này có diện tích 665 km², dân số thời điểm năm 2001 là 6199 người.